# The Day the Bookies Wept

The Day the Bookies Wept é um filme estadunidense de 1939 dirigido por Leslie Goodwins, estrelando Joe Penner e Betty Grable nos papeis principais. O roteiro é baseado na história Crazy Over Pigeons de Daniel Fuchs.

## Elenco
- Joe Penner ... Ernest 'Ernie' Ambrose
- Betty Grable ... Ina Firpo
- Richard Lane ... Ramsey Firpo
- Tom Kennedy ... Pinky Brophy
- Thurston Hall ... coronel March
- Bernadene Hayes ... Margie
- Carol Hughes ... Patsy
- Vinton Hayworth ... Harry